# Daniel Leo Ryan
Daniel Leo Ryan (* 28. September 1930 in Mankato, Minnesota; † 31. Dezember 2015) war Bischof von Springfield in Illinois.

## Leben
Daniel Leo Ryan empfing am 3. Mai 1956 die Priesterweihe für das Bistum Joliet in Illinois.
Papst Johannes Paul II. ernannte ihn am 14. August 1981 zum Weihbischof in Joliet in Illinois und Titularbischof von Surista. Der Bischof von Joliet in Illinois, Joseph Leopold Imesch, spendete ihn am 30. September desselben Jahres die Bischofsweihe; Mitkonsekratoren waren Raymond James Vonesh, Weihbischof in Joliet in Illinois, und Daniel William Kucera OSB, Bischof von Salina.
Am 22. November 1983 wurde er zum Bischof von Springfield in Illinois ernannt und am 18. Januar des nächsten Jahres in das Amt eingeführt. Am 19. Oktober 1999 nahm Papst Johannes Paul II. seinen vorzeitigen Rücktritt an.

## Verfehlungen im Amt
Ryans Amtsverzicht waren Vorwürfe vorausgegangen, er habe die Geheimhaltung von Fällen sexuellen Missbrauchs durch Priester seiner Diözese begünstigt. Diese und weitere Vorwürfe auch gegen Ryan persönlich verstummten auch nach seinem Rücktritt nicht, so dass zwischen Februar 2005 und Juli 2006 eine kirchliche Untersuchung stattfand. Diese kam in ihrem abschließenden Bericht vom 2. August 2006 unter anderem zu dem Ergebnis, Ryan habe eine Kultur der Geheimhaltung gefördert und damit pflichtgetreue Priester davon abgehalten, Missbrauch durch andere Geistliche anzuzeigen. Weiter wurde ihm in dem Bericht vorgeworfen, er sei selbst an „unangebrachten sexuellen Handlungen“ beteiligt gewesen und habe sein Amt zur Verschleierung dieser Handlungen genutzt.